# Jasenice (żupania zadarska)
Jasenice – wieś w Chorwacji, w żupanii zadarskiej, w gminie Jasenice. W 2011 roku liczyła 1272 mieszkańców.